# Serie B 2007/2008
Soutěžní ročník Serie B 2007/08 byl 76. ročník druhé nejvyšší italské fotbalové ligy. Soutěž začala 25. srpna 2007 a skončila 1. června 2008. Účastnilo se jí opět 22 týmů z toho se 15 kvalifikovalo z minulého ročníku, 3 ze Serie A a 4 ze třetí ligy. Nováčci ze třetí ligy jsou: US Grosseto FC, Ravenna Calcio, Pisa Calcio, US Avellino.
První 2 kluby v tabulce postupovali přímo do Serie A. Play off hrály kluby o jedno postupové místo do Serie A vyřazovacím způsobem (klub ze 3. místa hrál s klubem ze 6. místa a klub ze 4. místa hrál s klubem který obsadil 5. místo). Sestupovali poslední 4 kluby v tabulce přímo do třetí ligy. Play out se nehrálo, protože podle pravidel byl rozdíl mezi 18. a 19. místem 9 bodů. Play out se hraje když je rozdíl 5 bodů.

## Tabulka
| Poř. | Tým                  | Z  | V  | R  | P  | VG | OG | B  |
| ---- | -------------------- | -- | -- | -- | -- | -- | -- | -- |
| 1.   | AC ChievoVerona      | 42 | 24 | 13 | 5  | 77 | 43 | 85 |
| 2.   | Bologna FC 1909      | 42 | 24 | 12 | 6  | 58 | 29 | 84 |
| 3.   | US Lecce             | 42 | 23 | 14 | 5  | 70 | 29 | 83 |
| 4.   | UC AlbinoLeffe       | 42 | 23 | 9  | 10 | 67 | 48 | 78 |
| 5.   | Brescia Calcio       | 42 | 20 | 12 | 10 | 59 | 40 | 72 |
| 6.   | Pisa Calcio          | 42 | 19 | 14 | 9  | 61 | 44 | 71 |
| 7.   | FC Rimini Calcio     | 42 | 20 | 9  | 13 | 68 | 46 | 69 |
| 8.   | Ascoli Calcio 1898   | 42 | 16 | 14 | 12 | 64 | 49 | 62 |
| 9.   | AC Mantova           | 42 | 16 | 12 | 14 | 55 | 49 | 60 |
| 10.  | Frosinone Calcio     | 42 | 15 | 11 | 16 | 63 | 67 | 56 |
| 11.  | AS Bari              | 42 | 13 | 16 | 13 | 50 | 55 | 55 |
| 12.  | US Triestina Calcio  | 42 | 13 | 12 | 17 | 55 | 67 | 51 |
| 13.  | US Grosseto FC       | 42 | 10 | 19 | 13 | 47 | 54 | 49 |
| 14.  | FC Messina Peloro    | 42 | 13 | 10 | 19 | 38 | 62 | 49 |
| 15.  | Piacenza FC          | 42 | 13 | 8  | 21 | 43 | 59 | 47 |
| 16.  | Modena FC            | 42 | 10 | 16 | 16 | 57 | 65 | 46 |
| 17.  | Vicenza Calcio       | 42 | 10 | 15 | 17 | 43 | 60 | 45 |
| 18.  | Treviso FBC          | 42 | 11 | 12 | 19 | 41 | 52 | 45 |
| 19.  | US Avellino          | 42 | 8  | 12 | 22 | 42 | 63 | 36 |
| 20.  | Ravenna Calcio       | 42 | 8  | 11 | 23 | 48 | 75 | 35 |
| 21.  | Spezia Calcio 1906 1 | 42 | 6  | 16 | 20 | 45 | 66 | 33 |
| 22.  | AC Cesena            | 42 | 5  | 17 | 20 | 37 | 66 | 32 |

Poznámky
- Z = Odehrané zápasy; V = Vítězství; R = Remízy; P = Prohry; VG = Vstřelené góly; OG = Obdržené góly; B = Body
- 1  Spezia Calcio přišlo během sezóny o 1 bod.

|  | Postup do Serie A 2008/09                  |
|  | Play off                                   |
|  | Sestup do Lega Pro Prima Divisione 2008/09 |

## Play off
Boj o postupující místo do Serie A.

### Semifinále
Brescia Calcio - UC AlbinoLeffe 1:0 a 1:2
Pisa Calcio - US Lecce 0:1 a 1:2

### Finále
UC AlbinoLeffe - US Lecce 0:1 a 1:1
Poslední místo pro postup do Serie A 2007/08 vyhrál tým US Lecce.